# Salonorchester
Ein Salonorchester (auch Salonkapelle) ist ein kleineres Instrumental-Ensemble, das vor allem für die Aufführung von Unterhaltungsmusik aus der Zeit zwischen etwa 1880 und 1950 zum Einsatz kommt. Bedarf für diese Art Orchester gab es im bürgerlichen Salon und im Ballsaal des 19. Jahrhunderts. Auch nebenbei gehörte Musik musste einst noch live gespielt werden. Das Repertoire dieser Orchester nennt sich Salonmusik. 
Salonorchester konzertieren noch heute meistens im Rahmen von Feierlichkeiten, Tanztees und kleineren Theaterveranstaltungen wie Revuen. Ebenso gibt es Kurorchester in dieser Besetzung, die zum Kurkonzert aufspielen.

## Repertoire
Heute bilden bekannte und beliebte Werke aus Opern und Operetten, Charakterstücke, Filmmelodien und populäre Schlager, meistens aus den 1920er bis 1950er Jahren, die Grundlage des Repertoires. Vor allem in jener Zeit gab es auch Originalkompositionen. Oft wurden Originalwerke für die Besetzung eines bestimmten Salonorchesters bearbeitet – so haben etwa Arnold Schönberg, Alban Berg und Anton von Webern Walzer von Johann Strauss Sohn für Salonensembles bearbeitet. Daneben gab es zahlreiche Musikverlage, die gleichsam normierte Ausgaben für variable Besetzungen anboten.

## Besetzung
Die Besetzung eines Salonorchesters ist variabel, sowohl in der Anzahl der Musiker (etwa 5 bis 15) als auch in der Art der Instrumente. Den Kern der meisten Ensembles bilden das Klavier und eine Streichergruppe. Holzblasinstrumente, Blechblasinstrumente, Gitarre, Schlagzeug und früher auch Harmonium ergänzen oft die Besetzung. Diese Kombinationen werden manchmal „Pariser“ (mit Kornett), „Wiener“ (mit Flöte), „Berliner“ (mit Klarinette und Posaune) Besetzung genannt, was aber nicht einheitlich gehandhabt wird.
Größere Salonorchester können bis zu drei Saxophone haben. Die größten Besetzungen tendieren entweder zum Sinfonieorchester oder zur Big Band. Das kleinste Salonorchester ist ein Klaviertrio. Einen Dirigenten, der nicht mitspielt, gibt es selten. Die Erste Violine führt zumeist und hat dazu eine Direktionsstimme, in der die Einsätze anderer Instrumente eingetragen sind. Oft hat auch das Klavier eine Direktionsstimme. Eine Besonderheit des Salonorchesters ist die Violine obligat anstelle einer Zweiten Violine.
Oft wurde vorausgesetzt, dass ein Musiker im Salonorchester mehrere Instrumente spielt. Zwischen den Weltkriegen war etwa noch die Kombination von Violine und Saxophon oder von Cello und Posaune (in der Tradition der Militärkapellen) üblich, was man heute kaum mehr antrifft. Manche Musiker beherrschen noch die Kombination von Querflöte und Rohrblattinstrument. Heute gibt es vor allem noch die Kombination von Melodieinstrument oder Gesang mit Klavier oder Keyboard, auch die üblichen Variantinstrumente wie Klarinette statt Saxophon oder Bratsche statt Violine werden zeitweise verlangt.
Ein verfremdet klingendes Salonorchester gebrauchte etwa Kurt Weill für die musikalische Begleitung der Dreigroschenoper.